# Winfield Sheehan
Winfield R. Sheehan (n. 24 septembrie 1883, Buffalo, New York, SUA – d. 25 iulie 1945, Hollywood, California, SUA) a fost un director executiv al unei companii de film. A fost responsabil pentru o mare parte din producția Fox Film Corporation în anii 1920 și 1930. În calitate de șef de studio, a câștigat premiul Oscar pentru cea mai bună imagine pentru filmul Cavalcada și a fost nominalizat încă de trei ori. Cea mai faimoasă vedetă aflată sub îndrumarea sa a fost Shirley Temple, care a apărut în filme precum Stand Up și Cheer! și Curly Top.
Născut în Buffalo, New York, Sheehan a participat în Războiul hispano-american. După ce a lucrat ca reporter începător, a devenit reporter al poliției pentru The Evening World din New York la începutul anilor 1900. În 1910, Sheehan a devenit secretarul comisarului de pompieri și în 1911 a îndeplinit sarcini similare pentru comisarul de poliție. În ultima funcție, el a ajutat noul înființat studio al lui William Fox, să rămână pe linia de plutire în fața presiunii crescânde pentru a se plia pe compania Motion Picture Patents Company, care a absorbit, intimidat și, în cele din urmă, a distrus majoritatea studiourilor. Cazul Fox a jucat un rol vital în distrugerea controlului absolut al companiei Motion Picture Patents. După aceea, Sheehan a devenit secretarul personal al lui William Fox, iar doi ani mai târziu a devenit directorul general și vicepreședintele studioului. A fost apoi șef de producție al studioului Fox din 1926 până în 1935, când studioul a devenit parte a 20th Century-Fox și a fost înlocuit de Darryl Zanuck. După aceea, Sheehan a devenit producător independent până la moartea sa în 1945.